# اختلاف منظر ستاره‌ای

اختلاف منظر ستاره‌ای مبنای پارسک است که برابر فاصله خورشید تا یک جرم آسمانی است که زاویه اختلاف‌منظر یک ثانیه قوسی دارد. (۱ AU و ۱ پارسک قابل مقیاس نیستند، ۱ پارسک = ~206265 AU)

اختلاف منظر ستاره‌ای (به انگلیسی: Stellar parallax) تغییر ظاهری موقعیت (اختلاف‌منظر) هر ستاره نزدیک (یا جسم دیگر) در مقابل پس زمینه ستارگان دوردست است. به همین ترتیب، از این موضوع برای تعیین فاصله تا یک ستاره از طریق مثلثات استفاده می‌شود که از آن با نام روش اختلاف منظر ستاره‌ای نیز یاد می‌شود.
تغییر بسیار کوچک مشاهده شده ناشی از تغییر موقعیت‌های مداری زمین در حدود شش ماه است یعنی زمانی که زمین در مدار خود به دور خورشید، در موقعیت‌های مخالف هم قرار می‌گیرد، این مقدار برابر دو واحد نجومی بین نقاط مشاهده است.